# José Garrigós Pérez
José Garrigós Pérez fou un comerciant i polític valencià, diputat a les Corts Espanyoles durant la restauració borbònica.
Fou elegit diputat pel districte de Xiva a les eleccions generals espanyoles de 1920. No es va presentar a les eleccions generals espanyoles de 1920.